# Vecsei Kinga Réta
Vecsei Kinga Réta (1994. január 11.) magyar jelmez- és látványtervező, színésznő.

## Életútja
Apja Vecsei Miklós (történész-szociológus), anyja Pattermann Kinga, mindketten szociálpolitikusok. Bátyja, Vecsei 'Hasi' Miklós.
A Moholy-Nagy Művészeti Egyetem textil szakán végzett. A Vígszínház, a Nemzeti Színház és a Radnóti Miklós Színház előadásaiban is dolgozik jelmez- és látványtervezőként. Alapító, és mint ilyen egyetlen női tagja a Sztalker Csoport nevű színházi formációnak.  Szerepelt filmekben is.

## Tervezői munkássága
Látványtervezőként
- Vecsei H. Miklós: Kinek az ég alatt már senkije sincsen (2017, Vígszínház - Pesti Színház)[4]
- Georg Büchner: Woyzeck (2018, Nemzeti Színház)
- Vecsei H. Miklós: Míg fekszem kiterítve (2018, Zsámbéki Színházi és Művészeti Bázis)

Jelmeztervezőként
- Frank Stein (2018, Jurányi Produkciós Közösségi Inkubátorház)
- Szép Ernő/Németh Nikolett/Bíró Eszter/Trill Zsolt/Seres Tamás : Kérem, én még nem játszottam (2017, Rózsavölgyi Szalon)

## Fontosabb szerepei
- Szerdai gyerek - Maja (2014)[5]